# Tjornomorsk fyr
Tjornomorsk fyr (ukrainska: Маяк Чорноморський) är en fyr vid det södra inloppet till hamnen i Tjornomorsk i Odessa oblast i sydvästra Ukraina.
Den 19 meter höga rödvita fyren av betong, som står på en låg byggnad på hamnpiren, byggdes 1965 och renoverades 2005. Den visar rött 
intermittent sken och markerar såväl hamninloppet som infarten till Sukhyjlimanen, ett estuarium i den norra delen av Svarta Havet mellan Odessa och Tjornomorsk.